# Книга Бурої Корови
Книга Бурої Корови (давньоірл. Lebor na hUidre) — найстаріший з рукописів ірландською мовою, що збереглися до нашого часу. Створений у XII столітті, містить 67 аркушів, багато сторінок втрачено, тому більшість текстів неповні.
За легендою, записаний на шкірі корови, що належала Святому Кіарану з Клонмакнойс, що видається анахронізмом. Святий, один з перших абатів Ірландії, засновник відомого монастиря жив у VI столітті. Принаймні, так легенда пояснює незвичну назву книги.
Нині зберігається в  Ірландській королівській Академії в Дубліні.

## Дослідження Книги

### Питання авторства
Рукопис був створений у монастирі Клонмакнойс, роки початку й завершення роботи не встановлені. Річард Ірвін Бест R._I._Best у 1912 році дослідив, що авторство записів у Книзі належить трьом анонімним дописувачам, яких позначив літерами A, M, H. 
А та М, згідно з дослідженням Беста, були сучасниками. Перший із них почав багато текстів, які згодом дописував М. За пробою пера, де тим самим почерком написано ім’я, імовірно встановлена особистість автора М — це служитель монастиря Клонмакнойс Máel_Muire_mac_Céilechair. Останній дописувач Н доповнив рукопис новими текстами та коментарями, іноді додаючи нові аркуші, нерідко на місці стертого тексту попередників.

### Історія книги
Книга чотирьох майстрів містить згадку про вбивство Máel Muire mac Céilechair під час нападу вікінгів на монастир у 1106 році. Це свідчить, що робота над рукописом почалася не пізніше цього часу. За особливостями орфографії та вживанням англіцизмів доробок Н датують кінцем XII, початком XIII століття і пізнішим часом, але до 1359 року.
Занепад Клонмакнойса тривав з кінця XII століття, а з середини XIV у літописах зникають регулярні згадки про нових абатів монастиря. Змінивши кількох світських власників, Книга була віднайдена 1470 року Áed Ruad O'Donnell’ом з Донегалу й зберігалася в цьому місті принаймні до 1631, коли її тексти були використані авторами Книги Чотирьох Майстрів. Наступне віднайдення датується 1837 роком, а з 1844 рукопис зберігається в Ірландській королівській академії.

## Зміст Книги Бурої Корови

### Первинні тексти авторівAтаM
- Sex aetates mundi ("Шість епох Світу"; неповний текст)
- Lebor Bretnach ("Британська книга": переклад ірландською Historia Brittonum; неповний)
- Amra Coluim Chille ("Чудо Колума Кілле" панегірик Святому Колумбі, вірш написаний у VII столітті Святим Dallán Forgaill’ом)
- Scél Tuain meic Cairill do Finnen Maige Bile ("Історія оповідана Tuan mac Cairill’ом Finnian’ові з Moville": текст, відомий як Книга захоплень Ірландії учасником першого з захоплень, який також був свідком подій наступних тисячоліть; неповний)
- Dá brón flatha nime ("Два жалі Царства Небесного"; неповний)
- Mesca Ulad ("Отруєння чоловіка з Уладу"; неповний)
- Táin bó Dartada ("The Driving of Dartaid's Cattle"; лише перші чотири рядки)
- Táin bó Flidais ("the Driving of Flidais' Cattle; неповний)
- Immram curaig Mail Dúin ("Плавання Майл Дуїна"; неповний)
- Fís Adomnán ("Видіння Адомнана": оповідь ірландського святого VII століття)
- Tucait innarba na nDessi i mMumain ocus aided Chormaic ("Причина вигнання племені дессі в Мунстер та смерть Кормака мак Арта", легенда з королівського циклу)
- Táin Bó Cúailnge ("Крадіжка бика з Куальнге": найстарша версія центральної саги уладського циклу ірландської міфології; неповний, містить правки Н)
- Togail bruidne Dá Derga ("Руйнування Дому Да Дерга": оповідь королівського циклу про легендарного правителя І століття Конайре Мора; неповний, містить правки Н)
- Fled Bricrenn ("Пир Брикрена"; неповний, містить правки Н)
- Siaburchapat Con Culaind ("Примарна колісниця Кухуліна": легенда про Святого Патрика, який викликав легендарного Кухуліна з пекла, щоби переконати короля Лоегайре прийняти християнство; містить правки Н)
- Fástini Airt meic Cuind ocus a chretem ("Пророцтво Арта мак Кона та його віра": легенда про короля II століття, який передбачив прихід християнства в Ірландію)
- Echtra Condla Chaim meic Cuind Chetchathaig ("Пригода Коннли прекрасного, сина Конна Ста Битв": в якій наслідник легендарного короля йде в потойбіччя зваблений прекрасною жінкою з сидів)
- Cethri Arda in Domain ("Чотири пори Світу"; неповний)
- Imram Brain mac Febail ("Плавання Брана сина Фебала": імрам, оповідання про фантастичну подорож морем; неповний)
- Tochmarc Emire ("Сватання до Емер"; містить правки Н)
- Compert Con Culainn ("Зачаття Кухуліна", легенда переписана з утраченої Book of Druimm Snechta; містить правки Н)
- Tochmarc Étaíne ("Сватання до Етайн": міф про Туата Де Дананн; неповний)
- Compert Mongáin ("Зачаття Монгайна": легенда з королівського циклу; неповна)
- Scel asa mberar combad hé Find mac Cumaill Mongáin ocus aní día fil aided Fothaid Airgdig ("Історія, з якої видно, що Монгайн був Fionn mac Cumhaill[en]’ом, і причина загибелі Фотада Айртеха", легенда з королівського циклу)
- Scél Mongáin ("Скела про Монгайна")
- Tucait baile Mongáin ("Причина видіння Монгайна")
- Inna hinada hi filet cind erred Ulad ("Місця, де лежать голови уладських героїв": поема)

### Тексти, які дописавH
- Scéla laí brátha ("Оповідь про Судний день")
- Scéla na esergi ("Оповідь про Воскресіння")
- Aided Nath Í ocus a adnacol ("Загибель Нат І та його похорон", легенда з королівського циклу)
- Aided Echach meic Maíreda ("Смерть Еохайда мак Майреда": міфологічне оповідання про походження озера Лох-Ней)
- Fotha catha Cnucha ("Причина битви при Кнок": легенда про народження Fionn mac Cumhaill)
- Serglige Con Culainn ("Хвороби Кухуліна": переписане з утраченої Yellow Book of Slane)
- Senchas na relec ("Історія поховань": містить опис місць поховання багатьох ірландських королів)
- Genemain Áeda Sláne ("Народження Áeda Sláine’а": легенда з королівського циклу)
- De genelogia Con Culaind ("Походження Кухуліна")
- Cath Cairnd Chonaill ria Diarmait mac Aeda Sláni for Guari Adni ("Битва при Carn Conaill між Diarmait’ом сином Áeda Sláine’а та Guaire Aidne" легенда з королівського циклу)
- Comthoth Lóegairi co cretim ocus a aided ("Навернення Лоегайре у віру та його смерть", легенда про Святого Патрика)